# Jeff Adams
Jeffrey Adams, detto Jeff (Mississauga, 15 novembre 1970), è un ex atleta paralimpico canadese.

## Biografia
Jeff Adams, curato con la radioterapia per un cancro, è guarito, ma diventato paraplegico all'età di nove anni. Ha imparato ad usare la sedia a rotelle come un veicolo da corsa e a diciotto anni gareggiava già nella sua prima Paralimpiade, a Seul 1988. La sua costanza nell'allenamento e nella partecipazione a gare singole e in staffetta gli ha fatto ottenere tredici medaglie paralimpiche, nonché sei medaglie ai Campionati del mondo. Una squalifica perché risultato positivo alla cocaina, lo ha tenuto fermo per due anni, ma ha potuto rientrare nello sport per la sua ultima Paralimpiade, quella di Pechino nel 2008, poi si è ritirato.
Ha lavorato come giornalista, motivazionista e titolare d'azienda: ha fondato due società che producono sedie a rotelle ed entrambe sono state rilevate. È stato eletto Atleta disabile dell'Anno nel 1992, nel 1997 è entrato nella Terry Fox Hall of Fame e nel 2018 nella Canada's Sport Hall of Fame.

## Palmarès
| Anno | Manifestazione          | Sede       | Evento           | Risultato | Prestazione | Note              |
| ---- | ----------------------- | ---------- | ---------------- | --------- | ----------- | ----------------- |
| 1988 | Giochi paralimpici      | Seul       | 800 m piani 5-6  | Bronzo    | 2'06"44     |                   |
| 1988 | Giochi paralimpici      | Seul       | 1500 m piani 5-6 | Bronzo    | 4'01"78     |                   |
| 1992 | Giochi paralimpici      | Barcellona | 800 m piani TW4  | Argento   | 1'40"72     |                   |
| 1992 | Giochi paralimpici      | Barcellona | 4×400 m TW2      | Argento   | 3'26"85     |                   |
| 1994 | Mondiali paralimpici    | Berlino    | 400 m piani T53  | Argento   | 49"47       |                   |
| 1994 | Mondiali paralimpici    | Berlino    | 800 m piani T53  | Argento   | 1'39"73     |                   |
| 1994 | Mondiali paralimpici    | Berlino    | 1500 m piani T53 | Argento   | 3'20"96     |                   |
| 1994 | Mondiali paralimpici    | Berlino    | 4×100 m T52-53   | Oro       | 54"07       |                   |
| 1994 | Giochi del Commonwealth | Victoria   | 800 m piani      | Oro       | 1'44"94     | Record dei Giochi |
| 1996 | Giochi paralimpici      | Atlanta    | 400 m piani T53  | Argento   | 48"95       |                   |
| 1996 | Giochi paralimpici      | Atlanta    | 800 m piani T53  | Oro       | 1'38"34     |                   |
| 1996 | Giochi paralimpici      | Atlanta    | 4×400 m T52-3    | Bronzo    | 3'21"63     |                   |
| 1998 | Mondiali paralimpici    | Birmingham | 200 m piani T55  | Oro       | 26"61       |                   |
| 1998 | Mondiali paralimpici    | Birmingham | 1500 m piani T55 | Oro       | 3'13"62     |                   |
| 1998 | Mondiali paralimpici    | Birmingham | 5000 m piani T55 | Oro       | 11'33"02    |                   |
| 2000 | Giochi paralimpici      | Sydney     | 400 m piani T54  | Argento   | 48"95       |                   |
| 2000 | Giochi paralimpici      | Sydney     | 800 m piani T54  | Oro       | 1'38"22     |                   |
| 2000 | Giochi paralimpici      | Sydney     | 1500 m piani T54 | Oro       | 3'10"98     |                   |
| 2000 | Giochi paralimpici      | Sydney     | 5000 m piani T54 | Bronzo    | 10'55"43    |                   |
| 2000 | Giochi paralimpici      | Sydney     | 4×100 m T54      | Bronzo    | 55"22       |                   |
| 2004 | Giochi paralimpici      | Atene      | 400 m piani T54  | Bronzo    | 47"73       |                   |
| 2004 | Giochi paralimpici      | Atene      | 800 m piani T54  | 9º        | 1'35"99     |                   |
| 2004 | Giochi paralimpici      | Atene      | 1500 m piani T54 | 5º        | 3'05"97     |                   |
| 2004 | Giochi paralimpici      | Atene      | 5000 m piani T54 | 18º       | 10'31"64    |                   |
| 2005 | Europei paralimpici     | Espoo      | 5000 m piani T54 | Argento   | 12'12"67    |                   |

## Altre competizioni internazionali
1992
- 7º ai Giochi olimpici di Barcellona 1992 ( Barcellona), 1500 m piani (gara dimostrativa) - 3'26"06[5]

2000
- 5º ai Giochi olimpici di Sydney 2000 ( Sydney), 1500 m piani (gara dimostrativa) - 3'08"95[6]